# Чемпионат России по самбо 1992
Чемпионат России по самбо 1992 года среди мужчин прошёл в Рыбинске (Ярославская область) с 30 сентября по 6 октября. Главный судья соревнований — Владимир Александрович Снастин (Саратов).

## Медалисты
| Весовая категория | Золото                     | Серебро                   | Бронза                                                |
| ----------------- | -------------------------- | ------------------------- | ----------------------------------------------------- |
| до 48 кг          | Абрам Агамирян Майкоп      | Э. Хритин Чебоксары       |                                                       |
| до 52 кг          | Александр Филатов Москва   | Сергей Зайцев Выкса       |                                                       |
| до 57 кг          | Алексей Архипов Кстово     | Сергей Задорин Курган     |                                                       |
| до 62 кг          | Юрий Игнатенко Курган      | Евгений Котенёв Курган    |                                                       |
| до 68 кг          | Валерий Белов Владимир     | Олег Бородин Курган       | Сергей Данилик Екатеринбург Ашот Маркарьян Армавир    |
| до 74 кг          | Николай Игрушкин Кстово    | Евгений Посадсков Рыбинск |                                                       |
| до 82 кг          | Гусейн Хайбулаев Краснодар | Сергей Лоповок Кстово     |                                                       |
| до 90 кг          | Михаил Зюзин Тольятти      | Александр Дунаев Кстово   | Александр Елизаров Дзержинск Александр Сидоров Москва |
| до 100 кг         | Владимир Румянцев Самара   | Хасмагомед Дикиев Аргун   |                                                       |
| свыше 100 кг      | Владимир Гурин Майкоп      | Мурат Хасанов Майкоп      | Евгений Гузеев Елец                                   |